# Nampabius pinus
Nampabius pinus är en mångfotingart som beskrevs av Ottis Robert Causey 1942. Nampabius pinus ingår i släktet Nampabius och familjen stenkrypare. Inga underarter finns listade i Catalogue of Life.